# Hựu Thành
Hựu Thành là một xã cũ thuộc huyện Trà Ôn, tỉnh Vĩnh Long, Việt Nam.

## Địa lý
Xã Hựu Thành nằm ở phía nam huyện Trà Ôn, có vị trí địa lý:
- Phía đông giáp xã Thới Hòa và huyện Vũng Liêm
- Phía tây giáp xã Vĩnh Xuân và xã Thuận Thới
- Phía nam giáp tỉnh Trà Vinh
- Phía bắc giáp xã Trà Côn.

Xã Hựu Thành có diện tích 17,6 km², dân số năm 2019 là 11.974 người, mật độ dân số đạt 589 người/km².

## Hành chính
Xã Hựu Thành có 5 khu phố, ấp được chia thành khu phố Hựu Thành và 4 ấp: Trà Sơn, Vĩnh Hòa, Vĩnh Hựu, Vĩnh Thành.

## Lịch sử
Ngày 6 tháng 12 năm 2019, Hội đồng Nhân dân tỉnh Vĩnh Long ban hành Nghị quyết 228/NQ-HĐND về việc:
- Sáp nhập toàn bộ ấp Vĩnh Thiện vào ấp Vĩnh Thành
- Sáp nhập toàn bộ ấp Vĩnh Tiến vào ấp Vĩnh Hựu
- Sáp nhập toàn bộ ấp Vĩnh Sơn vào ấp Trà Sơn
- Sáp nhập toàn bộ ấp Vĩnh Hội vào ấp Vĩnh Hòa.